# Romuald Spasowski
Romuald Franciszek Spasowski (ur. 20 sierpnia 1920 w Warszawie, zm. 9 sierpnia 1995 w Oakton w stanie Wirginia)  – polski dyplomata, ambasador PRL w Argentynie (1953–1954), Indiach (1967–1970) i dwukrotnie w Stanach Zjednoczonych (1955–1961, 1978–1982).

## Rodzina
Syn filozofa marksistowskiego Władysława i Anny Sumowskiej secundo voto Dryńskiej (zm. 1985).
W 1944 roku poślubił w kościele katolickim (sam był formalnie kalwinistą) Wandę Sikorską, krewną gen. Władysława Sikorskiego. Z tego małżeństwa miał córkę Marię (Grochulską) i syna Władysława Kajetana (1951–1970), który zginął lub popełnił samobójstwo podczas pobytu w Indiach (pochowany na cmentarzu ewangelicko-reformowanym w Warszawie przy dziadku).

## Życiorys
Ojciec wpoił Spasowskiemu poglądy komunistyczne, dlatego ten wstąpił podczas II wojny światowej do Polskiej Partii Robotniczej. Po zakończeniu wojny odbył kursy polityczno-wychowawcze i został szefem Polskiej Misji Wojskowej ds. Zbadania Niemieckich Zbrodni Wojennych. Brał udział w procesie norymberskim. Co najmniej od 1951 współpracował z wojskowym kontrwywiadem Polski Ludowej.
W 1947 Spasowski rozpoczął służbę dyplomatyczną. Był konsulem w Düsseldorfie, I sekretarzem ambasady w Londynie oraz posłem w Buenos Aires. W latach 1955–1961 był ambasadorem w Waszyngtonie, potem w Indiach, akredytowanym w Nepalu, Singapurze i Cejlonie. W Ministerstwie Spraw Zagranicznych był dyrektorem departamentów: II i V, od 1962 był ambasadorem tytularnym. Od 19 stycznia 1972 do 3 lutego 1978 pełnił funkcję podsekretarza stanu w Ministerstwie.
W 1970 r., tj. w czasie pełnienia funkcji ambasadora w Indiach (od maja 1967) zmarł jego syn Władysław Kajetan. Przyczyny jego śmierci pozostają niewyjaśnione, prawdopodobne jest samobójstwo.
Na VII Zjeździe PZPR w grudniu 1975 wybrany w skład Centralnej Komisji Rewizyjnej PZPR (do 1980).
1 grudnia 1977 został po raz drugi ambasadorem w Waszyngtonie. W grudniu 1980 odbył z żoną tajną podróż do Watykanu, gdzie spotkał się z papieżem Janem Pawłem II. 21 grudnia 1981, kilka dni po ogłoszeniu stanu wojennego w Polsce, poprosił o azyl polityczny. Na jego decyzję wpływ miały informacje o sytuacji w Polsce po wprowadzeniu stanu wojennego, zwłaszcza masakra dokonana na górnikach w kopalni „Wujek” na Śląsku.
Był jednym z dwóch polskich ambasadorów, obok Zdzisława Rurarza z Tokio, którzy potępili stan wojenny i poprosili o azyl. Przekazał Amerykanom różne informacje dotyczące zabezpieczeń i szyfrowania w polskiej ambasadzie. Był również sporadycznie wykorzystywany w charakterze eksperta w sprawach polskich. Utrzymywał się z wykładów. Otrzymał dwa doktoraty honoris causa.
Porzucenie przez Spasowskiego placówki zostało uznane przez Izbę Wojskową Sądu Najwyższego za zdradę. 4 października 1982 został on zaocznie skazany na karę śmierci, pozbawienie praw publicznych na zawsze oraz przepadek mienia. 30 października 1985 Rada Państwa odebrała mu także obywatelstwo polskie. W 1985 przyjął chrzest katolicki.
Uniewinniony został 25 listopada 1990, a w 1993 przywrócono mu polskie obywatelstwo. Stan zdrowia uniemożliwiał mu przyjazd do kraju. Zmarł na raka w Oakton w stanie Wirginia, USA. 

## Ordery, odznaczenia i wyróżnienia
- Krzyż Oficerski Orderu Odrodzenia Polski (2 lipca 1955)[10]
- Złoty Krzyż Zasługi (12 lipca 1947)[11]
- Medal 10-lecia Polski Ludowej (10 stycznia 1955)[12]
- Honorowe obywatelstwo Nowego Orleanu (USA, 1960)[13]

## Filmy dokumentalne
- 2003 – Kariera i sumienie, scenariusz i reżyseria: Wincenty Ronisz[14]
- 2009 – Ambasador Spasowski, scenariusz: Robert Kaczmarek, Tadeusz Śmiarowski, reżyseria: Tadeusz Śmiarowski[15]